# Cotswold
Cotswold este un district ne-metropolitan situat în Regatul Unit, în comitatul Gloucestershire din regiunea South West, Anglia.

## Orașe din cadrul districtului
- Chipping Campden
- Cirencester
- Fairford
- Lechlade
- Moreton-in-Marsh
- Stow-on-the-Wold
- Tetbury
- Winchcombe